# Родерфілд (Західна Вірджинія)
Родерфілд (англ. Roderfield) — переписна місцевість (CDP) в США, в окрузі Мак-Дауелл штату Західна Вірджинія. Населення — 62 особи (2020).

## Географія
Родерфілд розташований за координатами 37°27′3″ пн. ш. 81°42′0″ зх. д. / 37.45083° пн. ш. 81.70000° зх. д. (37.450959, -81.700137).  За даними Бюро перепису населення США в 2010 році переписна місцевість мала площу 0,72 км², з яких 0,69 км² — суходіл та 0,04 км² — водойми.

## Демографія
Згідно з переписом 2010 року, у переписній місцевості мешкало 188 осіб у 83 домогосподарствах у складі 55 родин. Густота населення становила 260 осіб/км².  Було 99 помешкань (137/км²).
Расовий склад населення:
| - 96,3 % — білих - 1,1 % — чорних або афроамериканців |

До двох чи більше рас належало 2,7 %. Частка іспаномовних становила 0,5 % від усіх жителів.
За віковим діапазоном населення розподілялося таким чином: 19,7 % — особи молодші 18 років, 62,7 % — особи у віці 18—64 років, 17,6 % — особи у віці 65 років та старші. Медіана віку мешканця становила 43,3 року. На 100 осіб жіночої статі у переписній місцевості припадало 95,8 чоловіків;  на 100 жінок у віці від 18 років та старших — 112,7 чоловіків також старших 18 років.
Цивільне працевлаштоване населення становило 12 особи. Основні галузі зайнятості: сільське господарство, лісництво, риболовля — 100,0 %.